# Hornprincipal
Hornprincipal är en orgelstämma inom principalstämmor som är 8´. Den tillhör kategorin labialstämmor. Hornprincipal har en aning stråkkaraktär och är en romantisk stämma.